# Qualitätspreis Nordrhein-Westfalen
Der Qualitätspreis Nordrhein-Westfalen war eine Initiative des Ministeriums für Wirtschaft und Arbeit des Landes Nordrhein-Westfalen und der Initiative Qualitätssicherung Nordrhein-Westfalen e. V., die von 1996 bis 2004 bestand.

## Konzept
Seit 1994 wurden mit dem Qualitätspreis Nordrhein-Westfalen  Kleine und mittlere Unternehmen aus Industrie, Handel, Dienstleistung und Handwerk bis zu 500 Mitarbeiter mit Hauptsitz in  Nordrhein-Westfalen ausgezeichnet, die über eine Unternehmensstrategie verfügten, die auf "Qualität" fußte. Außerdem sollten Innovationscharakter, Mitarbeiterorientierung und wirtschaftlicher Erfolg Ergebnis der Unternehmensstrategie sein. Seit 1998 wurde zusätzlich besonderer Wert auf die Kundenorientierung des auszuzeichnenden Unternehmens gelegt. Die preiswürdige Unternehmensstrategie sollte durch ihre Veröffentlichung als Vorbild für andere Unternehmen  dienen.

## Verleihung
Von 1994 bis 2002 wurde der Unternehmenspreis jährlich und ab 2002 im Zwei-Jahres-Rhythmus vergeben. Der Qualitätspreis Nordrhein-Westfalen wurde im Rahmen einer feierlichen Veranstaltung durch einen Vertreter des Ministeriums für Wirtschaft, Energie, Bauen, Wohnen und Verkehr des Landes Nordrhein-Westfalen persönlich an das ausgezeichnete Unternehmen übergeben.